# Новозлатополь (Малиновская сельская община)
Новозла́тополь (укр. Новозлатопіль) — село в Малиновской сельской общине Пологовского района Запорожской области Украины. 
До укрупнения районов 2020 года село входило в Новозлатопольский сельский совет Гуляйпольского района.
Код КОАТУУ — 2321884501. Население по переписи 2001 года составляло 1006 человек.
Являлось административным центром Новозлатопольского сельского совета, в который, кроме того, входили сёла
Вишнёвое,
Новоукраинское,
Степовое и ликвидированное село
Радянское.

## Географическое положение
Село Новозлатополь находится в 1,5 км от правого берега реки Янчур,
на расстоянии в 3,5 км от села Вишнёвое и в 5 км от села Малиновка. По селу протекает пересыхающий ручей с запрудой.

## История
Основано в 1848 году в качестве еврейской земледельческой колонии переселенцами из Витебской, Ковенской и Могилевской губерний. В 1929 году Новозлатополь стал центром вновь образованного Новозлатопольского еврейского национального района, просуществовавшего до 1941 года. В 1929 году 68 % (12,1 тыс. чел.) населения района составляли евреи. Издавалась газета «Колвирт-штерн». Бо́льшая часть еврейского населения села была уничтожена в годы немецкой оккупации. В 1945 году Новозлатопольский район (к тому времени уже не национальный) был расформирован.

## Экономика
- Новозлатопольская психиатрическая больница.
- «Авангард», ООО.
- «Украина», ООО.

## Объекты социальной сферы
- Школа.
- Детский сад.
- Амбулатория.
- Дом культуры.

## Достопримечательности
- Мемориал «Новозлатопольская трагедия 1941—1943 годов».
- Братская могила советских воинов.

## Фото

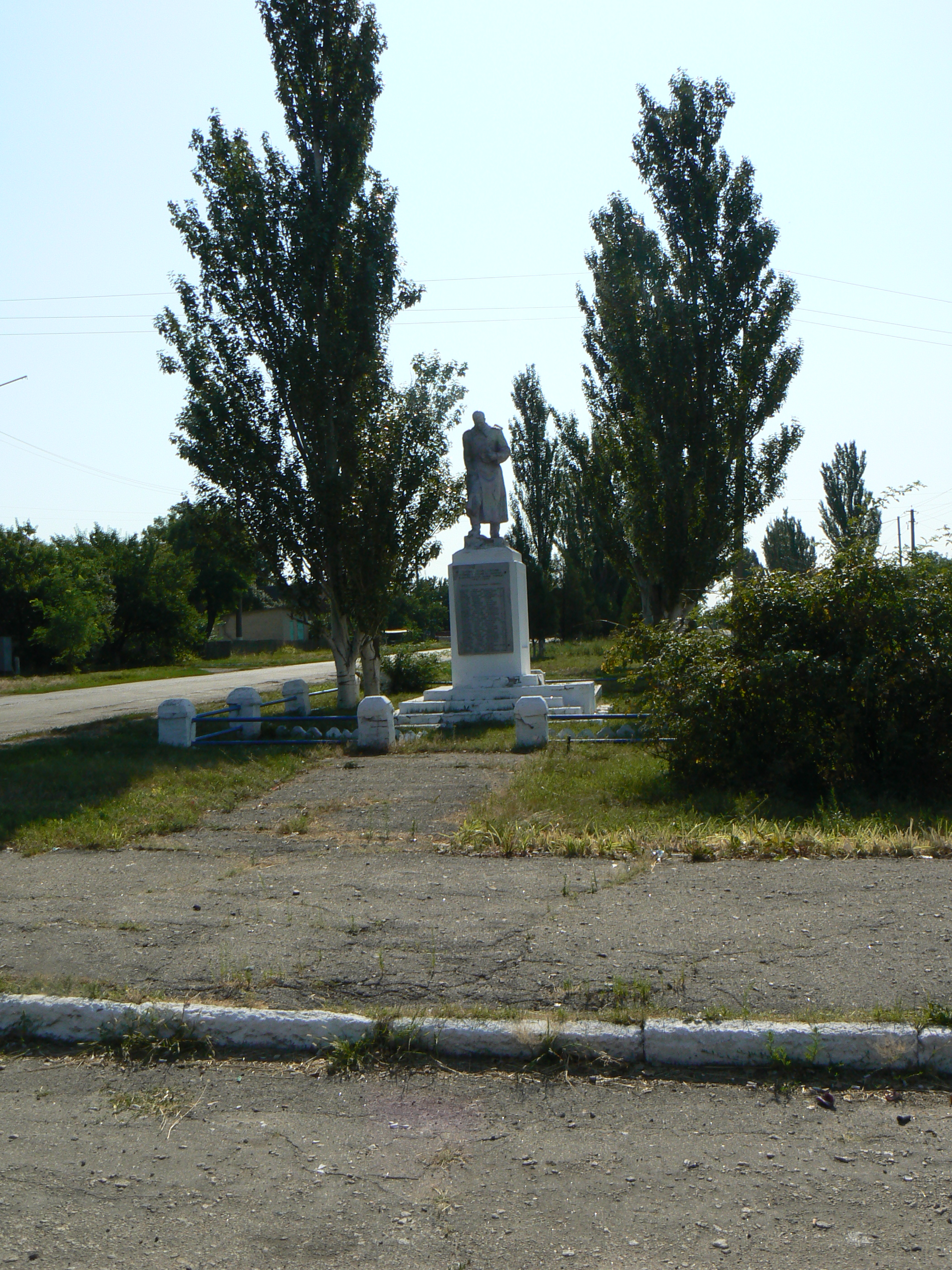
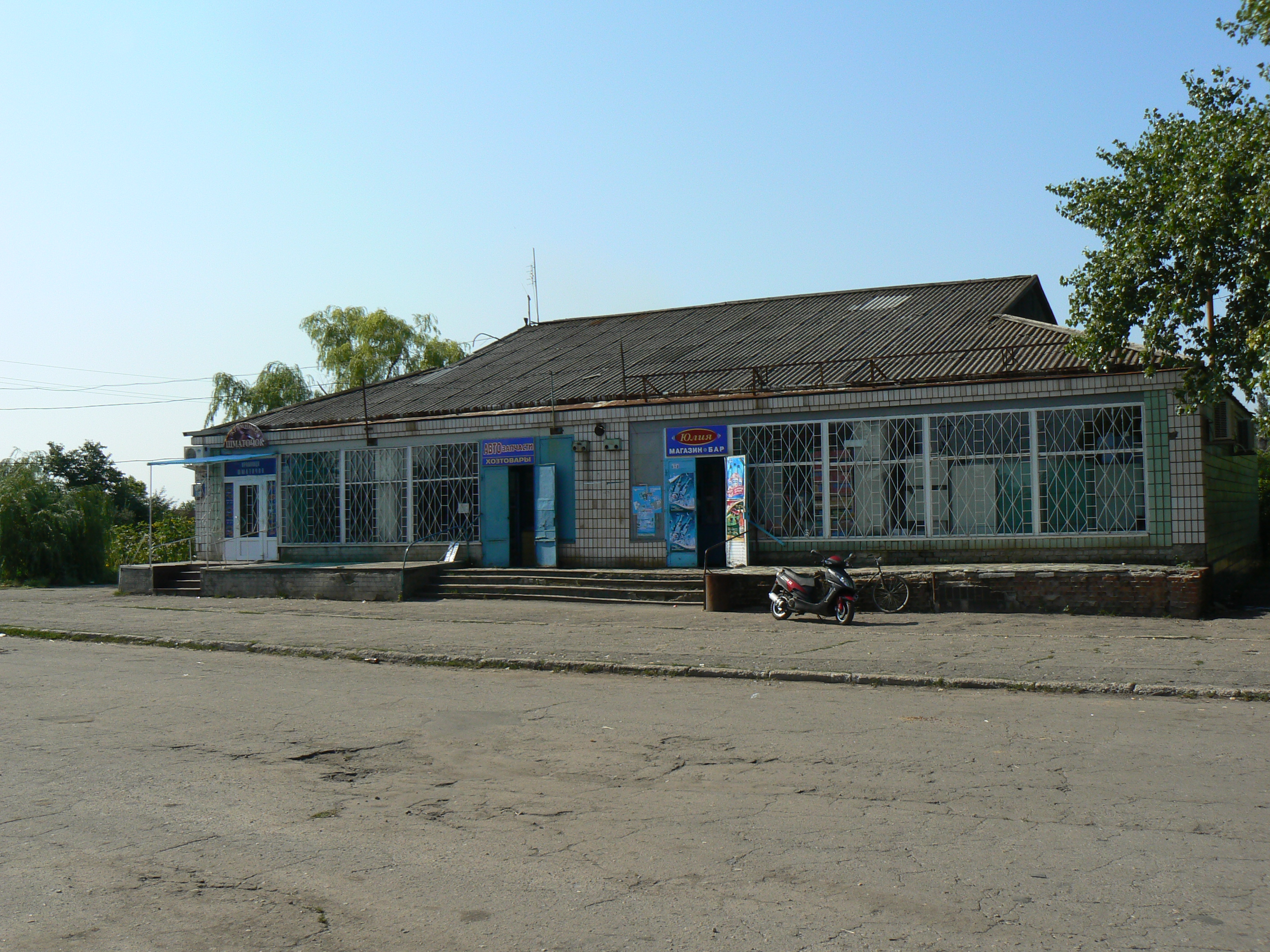
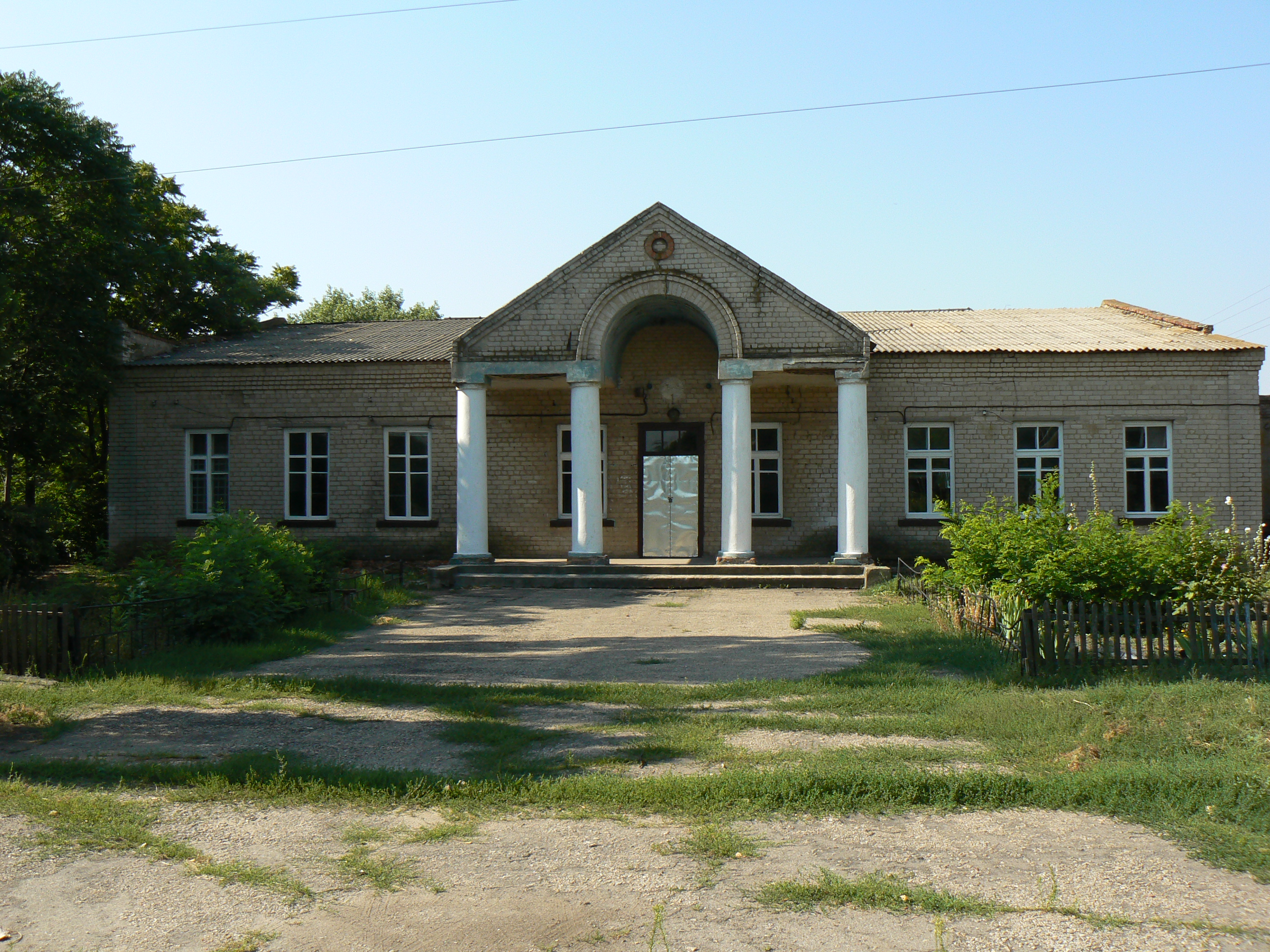
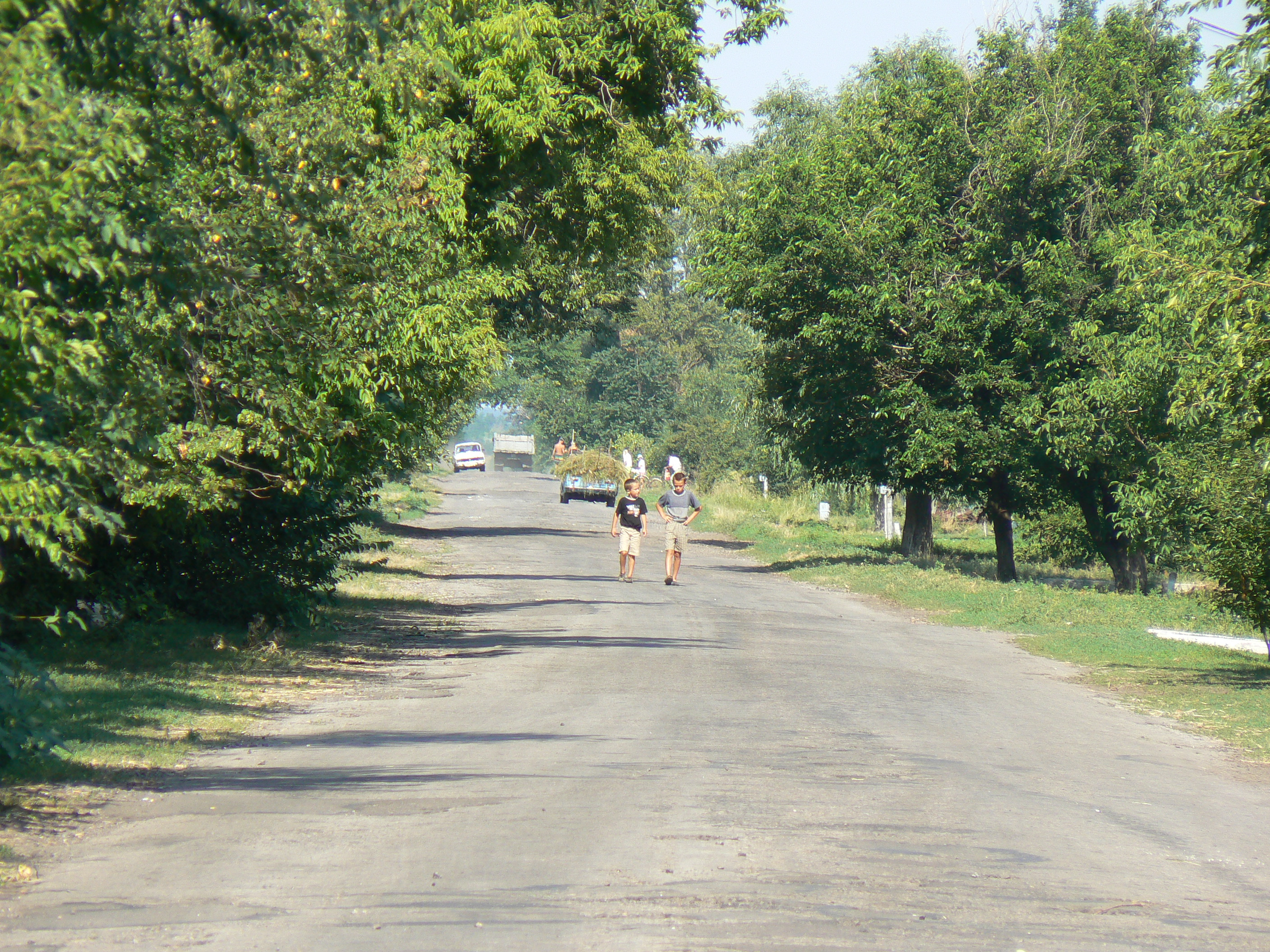